# Мале Леваре
Мале Леваре (словац. Malé Leváre) — село, громада округу Малацки, Братиславський край, південно-західна Словаччина, регіон Загоріє. Кадастрова площа громади — 21,41 км².
Населення 1302 особи (станом на 31 грудня 2017 року).

## Географія
Протікають Лакшарський потік; Малолеварський канал; Зогорський канал і Старий канал
.

## Історія
Мале Леваре згадуються в 1377 році.

## Населення
| Рік:            | 1994. | 2004.    | 2014.   | 2024.    |
| --------------- | ----- | -------- | ------- | -------- |
| Кількість осіб: | 986   | 1097     | 1178    | 1819     |
| Різниця:        |       | +11,25 % | +7,38 % | +54,41 % |

| Рік:            | 2023. | 2024.   |
| --------------- | ----- | ------- |
| Кількість осіб: | 1772  | 1819    |
| Різниця:        |       | +2,65 % |